# 庆成寺
庆成寺，位于中国河北省承德市金沟屯镇上甸子村，为承德市滦平县的一个省级文物保护单位，类型为古建筑，公布时间为2001年2月7日。
庆成寺的历史年代为清代。